# Voodoo Lounge

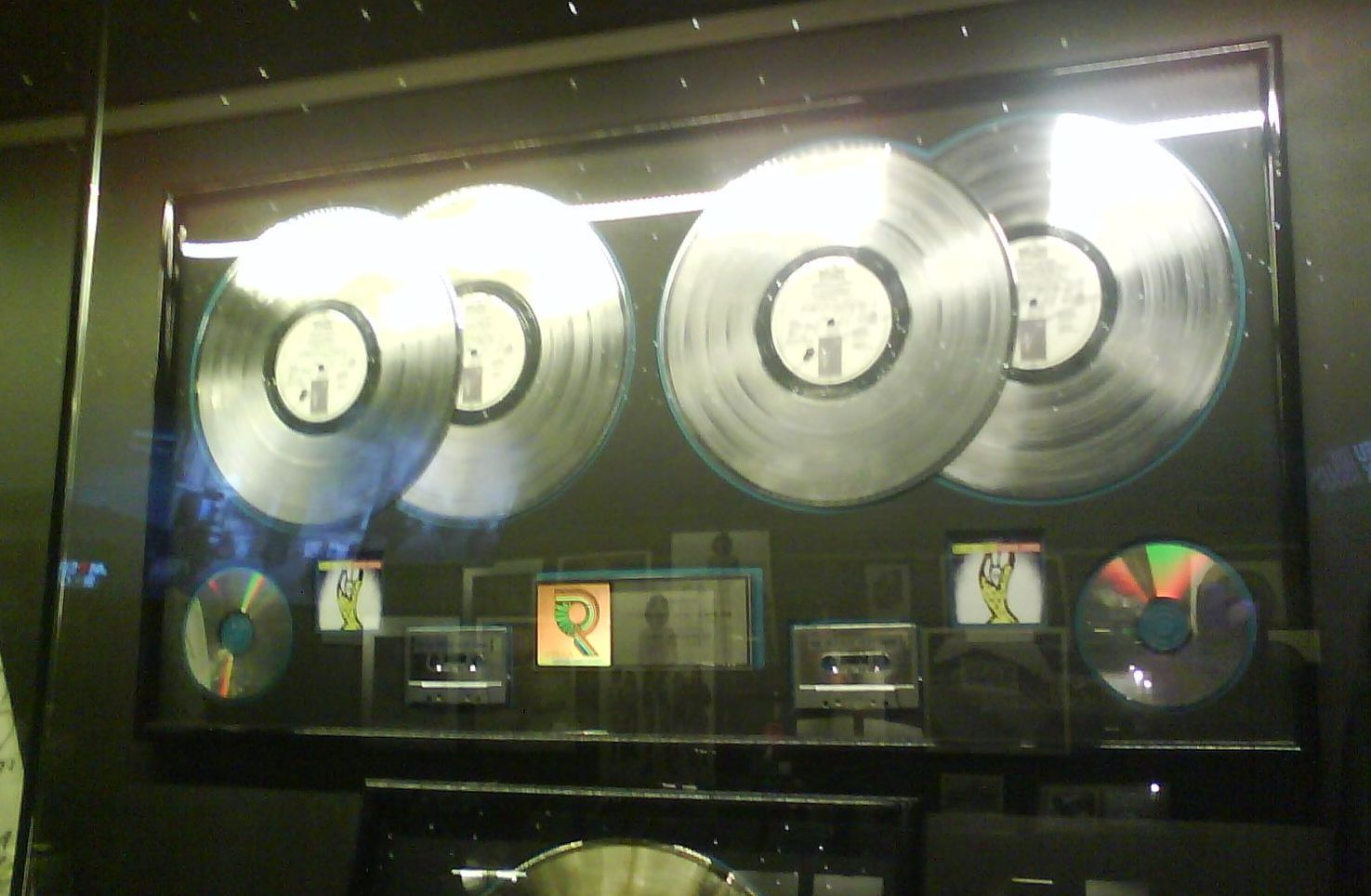
Platina platen voor Voodoo Lounge

Voodoo Lounge is een album uit 1994 van de Engelse rockband The Rolling Stones.
Nadat Keith Richards zijn soloalbum Main Offender had uitgebracht en Mick Jagger zijn Wandering Spirit, kwamen de twee weer bij elkaar en schreven nieuw materiaal. Het is het eerste studioalbum met Darryl Jones als vervanger van Bill Wyman op de bas.
Ook al haalde het album de successen van voorganger Steel Wheels niet, het werd toch een redelijk succes mede door de hit Love Is Strong. Vele luisteraars merkten dat ondanks dat het album als een klassieker werd gezien, het werd vergeleken met oudere albums en dat het een contrast leek met het album Steel Wheels.
Naar aanleiding van het album volgde een wereldtour genaamd de Voodoo Lounge Tour. Begin 1995 (toen de tour nog volop in gang was) won het album de Grammy Award voor Best Rock Album.

## Nummers
- Alle nummers zijn geschreven door Mick Jagger en Keith Richards.

1. Love Is Strong - 3:50
2. You Got Me Rocking - 3:35
3. Sparks Will Fly - 3:16
4. The Worst - 2:24
5. New Faces - 2:52
6. Moon Is Up - 3:42
7. Out of Tears - 5:27
8. I Go Wild - 4:23
9. Brand New Car - 4:15
10. Sweethearts Together - 4:45
11. Suck on the Jugular - 4:28
12. Blinded by Rainbows - 4:33
13. Baby Break It Down - 4:09
14. Thru and Thru - 6:15
15. Mean Disposition - 4:08

## Bezetting
- Mick Jagger - leadzang, achtergrondzang, elektrische gitaar, mondharmonica, akoestische gitaar, maracas, castagnetten
- Keith Richards - elektrische gitaar, achtergrondzang, akoestisch gitaar, piano, bas, tamboerijn
- Charlie Watts - drums, tamboerijn
- Ronnie Wood - elektrische gitaar, pedaal-steel gitaar, slide-gitaar, achtergrondzang, akoestische gitaar, lap-steel gitaar
- Chuck Leavell - piano, orgel, harmonium, klavecimbel
- Darryl Jones - basgitaar
- Bernard Fowler - achtergrondzang
- Max Baca - bas
- David Campbell - strijkersarrangement
- Lenny Castro - percussie
- Pierre de Beauport - akoestische gitaar
- Frankie Gavin - viool, blokfluit
- Mark Isham - trompet
- Luis Jardim - percussie, shaker
- Flaco Jimenez - accordeon
- Phil Jones - percussie
- David McMurray - saxofoon
- Ivan Neville - achtergrondzang, orgel
- Benmont Tench - orgel, piano, accordeon
- Bobby Womack - achtergrondzang

## Hitlijsten
Album
| Jaar | Hitlijst                      | Notering |
| ---- | ----------------------------- | -------- |
| 1994 | Nederlandse Album Top 100     | 1        |
| 1994 | Official Albums Chart Top 100 | 1        |
| 1994 | Billboard 200                 | 2        |

Singles
| Jaar | Single             | Hitlijst               | Notering |
| ---- | ------------------ | ---------------------- | -------- |
| 1994 | Love Is Strong     | UK Top 75 Singles      | 14       |
| 1994 | Love Is Strong     | The Billboard Hot 100  | 91       |
| 1994 | Love Is Strong     | Mainstream Rock Tracks | 2        |
| 1994 | Love Is Strong     | Hot 100 Singles Sales  | 63       |
| 1994 | You Got Me Rocking | Mainstream Rock Tracks | 2        |
| 1994 | You Got Me Rocking | UK Top 75 Singles      | 23       |
| 1994 | Out Of Tears       | Adult Contemporary     | 31       |
| 1994 | Out Of Tears       | The Billboard Hot 100  | 60       |
| 1994 | Out Of Tears       | Hot 100 Singles Sales  | 47       |
| 1994 | Out Of Tears       | Mainstream Rock Tracks | 14       |
| 1994 | Out Of Tears       | UK Top 75 Singles      | 36       |
| 1995 | You Got Me Rocking | Bubbling Under Hot 100 | 113      |
| 1995 | Sparks Will Fly    | Mainstream Rock Tracks | 30       |
| 1995 | I Go Wild          | Mainstream Rock Tracks | 20       |
| 1995 | I Go Wild          | UK Top 75 Singles      | 29       |